# アメリカ大陸諸国の独立年表
アメリカ大陸諸国の独立年表（アメリカたいりくしょこくのどくりつねんぴょう）とは、北アメリカ、南アメリカ諸国の独立に関する年表である。

## 概要
新大陸では原住民族の諸帝国が滅ぼされて欧州諸国の植民地となって以降、18世紀後半まで独立国はひとつもなかった。18世紀後半のアメリカ合衆国の独立の後、ヨーロッパでフランス革命とこれに続くナポレオン戦争が起こると中南米でも独立の動きが活発になった。1830年までに、アラスカ、カナダ、カリブ海諸島、ギアナなどを除く主要な地域が独立を宣言または達成し、カナダは1867年に自治権を獲得、キューバも1902年に独立した。

## 年表
| 18世紀          | 中南米で反乱が散発的に起こる。 |
| 1775年 - 1783年 | アメリカ独立戦争でアメリカ合衆国がイギリスから独立。 - 1776年7月4日に独立宣言を公布、1781年までにほぼ独立し、1783年のパリ条約で独立が正式に承認された。 |
| 1780年          | ペルーで、インカ帝国最後の皇帝であったトゥパク・アマルの後裔を名乗るホセ・ガブリエル・コンドルカンキによるトゥパク・アマルの反乱が起こる。 |
| 1789年          | ヨーロッパでフランス革命が起こる。 |
| 1791年          | ハイチで独立運動が起こる（ハイチ革命）。 - ハイチは1697年以降はフランス領サン＝ドマングとなり、フランスの重要な植民地となっていた。フランス革命の影響で1791年にムラートや解放奴隷がフランソワ・トゥサンを指導者として反乱を起こした。 |
| 1803年 - 1815年 | ヨーロッパでナポレオン戦争が起こる。 - スペイン、ポルトガルが一時フランスに占領された。 |
| 1804年          | ハイチがフランスから独立。 - ナポレオンが登場するとハイチの独立運動は1802年に鎮圧され、独立運動の指導者フランソワ・トゥサンは捕らえられ獄死したが、その後も反乱は続き、ハイチは1804年に独立を宣言した。世界最初の黒人による共和国となった。独立の余勢をもって同じイスパニョーラ島東部のスペイン植民地も解放したが、後に支配を嫌った住民によりドミニカ共和国が1844年に独立した。 - 独裁政権やクーデターが繰り返され、1915年から1934年の米国による軍事占領などもあり、今に至るも政情は安定せず、失敗国家（崩壊国家）とされている。 |
| 1807年          | ヨーロッパでナポレオンがポルトガルに侵攻。 - ポルトガルのブラガンサ王朝は1807年11月に植民地のブラジルに亡命した。 |
| 1808年          | ヨーロッパでナポレオンがスペインに侵攻。 - スペイン・ブルボン朝のカルロス4世を退位させた。 |
| 1809年          | ラプラタ（現在のアルゼンチン）で独立の動きが起こる。 - ナポレオンがたてたスペインの傀儡王朝に対して、ラプラタの議会は退位させられたフェルナンド王を支持。1810年5月にスペインの総督を倒し、自治に移行した。 |
| 1810年9月       | メキシコで独立戦争がはじまる。→ メキシコ独立革命 - ミゲル・イダルゴらが反乱を起こした。この反乱は1811年にスペイン軍に鎮圧され、イダルゴは処刑されたが、その後もメキシコの独立の動きが続いた。 |
| 1811年7月       | ベネズエラの議会がスペインから独立を宣言。 - フランシスコ・デ・ミランダに率いられて独立戦争が始まり、後にシモン・ボリーバルらが独立運動に加わった。→ ベネズエラの歴史 |
| 1811年8月       | パラグアイがスペインから独立を宣言。 - ラプラタ連合（アルゼンチン）とは同調せず、5月にブエノスアイレスに対して自治を求める蜂起を起こし、8月にスペインに対して独立宣言を行い、独自の道を歩んだ。 |
| 1812年 - 1814年 | 米英戦争 - アメリカ合衆国の第2の独立戦争と評されることもある。経済的にもイギリスから独立。 |
| 1814年          | ヨーロッパでナポレオンが失脚。 - ウィーン体制（保守反動）の時代へ。 |
| 1816年7月       | ラプラタ連合がスペインから独立を宣言。 - 現在のアルゼンチン。 |
| 1818年          | チリがスペインから独立。 - 1817年にホセ・デ・サン・マルティン、ベルナルド・オイギンスらがアルゼンチンからアンデス超えを行ってチリに進軍し、チリを解放した。1818年にオイギンスを総裁として独立を宣言。サン・マルティンはこの後、ペルーへと向かった。 |
| 1819年12月      | ボリバル、コロンビア共和国 (大コロンビア)を宣言。 - ベネズエラ、コロンビア、パナマ、エクアドルを併せた地域をコロンビア共和国として宣言した。エクアドル、ベネズエラの要地はまだスペインの支配下にあり、ボリバル軍が解放に向かった。 |
| 1820年1月       | ヨーロッパ、スペインでリエゴ革命が起こる。 - 自由主義勢力がスペインの王朝を倒し、一時革命政府を樹立した。メキシコ、コロンビアなどで独立運動を鎮圧中のスペイン軍も一時休戦した。これを機にメキシコ、大コロンビアなどが相次いで独立を達成し、スペインの中南米における植民地の多くが解体することになった。 |
| 1821年          | ブラジルにいたポルトガル王室が本国に帰還。 - 王子のドン・ペドロが摂政としてブラジルに残った。この後、本国との対立やブラジル人からの擁立によりブラジルは独立へと向かった。 |
| 1821年2月       | メキシコがスペインから独立宣言。 - アグスティン・デ・イトゥルビデがイグアラ宣言を発布。9月には戦争に終止符を打った。 |
| 1821年6月       | ベネズエラがスペインから独立。 - ボリバル軍がベネズエラを解放し、大コロンビアに合流した。 |
| 1821年6月       | ペルーがスペインからほぼ独立（承認は1824年）。 - ホセ・デ・サン＝マルティンがリマを奪取し、ペルー共和国を宣言した。その後、ペルーの運営をボリバル軍に引き継ぎ、1824年までにスペイン軍を降伏させた。 |
| 1821年9月       | 中米グアテマラのスペイン総督府が独立を宣言 - グアテマラ、エルサルバドル、コスタリカ、ニカラグア、ホンジュラスを併せた地域が独立。北部は一時メキシコ帝国に併合された後、すぐに分離し、1823年に中米連邦を結成した。 |
| 1822年5月       | エクアドルがスペインから独立。 - ボリバルの部下アントニオ・ホセ・デ・スクレがエクアドルを解放し、エクアドルは大コロンビアに合流した。 |
| 1822年5月       | メキシコ、メキシコ帝国へ（ - 1823年3月）。 - アグスティン・デ・イトゥルビデがイトゥルビデ1世となったが、短期のうちに反乱が起こり追放された。 |
| 1822年7月       | シモン・ボリバルとホセ・デ・サン＝マルティンが会談。 - サン＝マルティンは独立運動から身を引き、ボリバルが引き継いだ。 |
| 1822年9月       | ブラジルがポルトガル (ブラガンサ王朝)から独立を宣言。 - 摂政ドン・ペドロが独立を宣言、12月にペドロ1世として即位しブラジル帝国となった。1825年にポルトガルも独立を承認。1889年まで立憲君主国家となり、その後、共和制に移行した。 |
| 1822年          | アメリカ合衆国がアルゼンチン、大コロンビア、メキシコの独立を承認した。 |
| 1823年7月       | 中米連邦を結成。 |
| 1823年12月      | アメリカ合衆国がモンロー宣言を発する。 |
| 1825年8月       | ボリビアがスペインからの独立を宣言（1847年承認）。 - アントニオ・ホセ・デ・スクレがスペイン軍を降伏させ、独立を達成した。ボリビアの国名はボリバルの名にちなむ。スクレは1826年にボリビアの初代大統領に就任。 ブラジルのポルトガルからの独立が承認される。 |
| 1825年11月      | ラプラタ連合がアルゼンチンに名称を変更。 - この頃までにアラスカ（ロシア帝国の植民地）、カナダ、ユカタン半島のベリーズ（ともに大英帝国の植民地）、キューバなどカリブ海の諸島（スペイン領、イギリス領など）、南米ギアナ（イギリス領、フランス領、オランダ領）を除く地域がヨーロッパの手から離れた。 |
| 1828年          | ウルグアイの独立が承認される。 |
| 1830年          | 大コロンビアの解体。 - ベネズエラ、エクアドルが大コロンビアから分離し独立。 |
| 1838年 - 1841年 | 中米連邦の解体。 - ホンジュラス、グアテマラ、ニカラグア、コスタリカ、エルサルバドルに分裂。 |
| 1844年          | ドミニカ共和国がフランス植民地から独立したハイチの支配から独立。 - その後も、1861年から1865年のスペインへの併合、1916年から1924年の米国による軍事占領、独裁政権やクーデターなど今に至るも同じイスパニョーラ島西部のハイチ同様に政情は安定していない。 |
| 1847年          | ボリビアがスペインから正式に独立。 |
| 1867年          | カナダが政治的にほぼ独立。自治領カナダ。 - 英領北アメリカ法によりイギリスの植民地からイギリス連邦で最初の自治領となった。当初は、オンタリオ州、ケベック州、ノバスコシア州、ニューブランズウィック州の4州。1926年にカナダの連邦政府は外交権が認められ、国際的に完全な主権国家としての地位を獲得する。全州がカナダに加わるのは後の1949年。 |
| 1867年          | アメリカ合衆国がロシア帝国からアラスカ州を買収。 |
| 1868年10月      | キューバがスペインから独立を宣言。その後、長い間、独立戦争となった。 |
| 1898年          | 米西戦争 - アメリカ合衆国がキューバの独立運動に介入し、スペインと戦争になった。キューバは1902年に独立を達成したが、傀儡政権によるアメリカの半植民地状態となった。フィリピンも同じ時期にスペインの手を離れ、アメリカの植民地となった。 |
| 1903年          | パナマがコロンビアから独立。 - パナマ地峡にパナマ運河を建設する話がおこり、当時、帝国主義化しつつあったアメリカ合衆国が後押して独立。アメリカはパナマ運河の租借権を得たが、その後パナマ運河の支配権を巡りパナマは常に政情が揺れることになる。 |
| 1931年          | カナダがウェストミンスター憲章により完全に独立。 |

### 20世紀後半
第二次世界大戦が終了した時点で、ヨーロッパとアメリカ合衆国の植民地は、カリブ海の西インド諸島（イギリス領、アメリカ保護領など）、ユカタン半島の現在のベリーズに相当する領域を支配していたイギリス領ホンジュラスと南米ギアナ（イギリス領、フランス領、オランダ領）だった。
- 1960年12月14日に国際連合総会において植民地独立付与宣言が可決された。
- イギリスの西インド諸島植民地は1958年 - 1962年の間の西インド連邦などの自治領時代を経て多くが独立した。
  - 1962年、ジャマイカとトリニダード・トバゴが独立。
  - 1966年、バルバドスが独立。
  - 1973年、バハマが独立。
  - 1974年、グレナダが独立。1979年、クーデターにより親ソビエト連邦・キューバ派の政権が樹立されたが、1983年に再クーデター、10月にアメリカ合衆国とカリブ海諸国のグレナダ侵攻により親米政権が樹立。
  - 1978年、ドミニカ国が独立。
  - 1979年、セントルシアとセントビンセント・グレナディーンが独立。
  - 1981年、アンティグア・バーブーダが独立。
  - 1983年、セントクリストファー・ネイビスが独立。
- 1981年、ベリーズがイギリスから独立した。これにより中央アメリカから植民地がなくなった。
- 南米ギアナのうち、イギリス領ギアナは1966年にガイアナとして独立。オランダ領ギアナはスリナムとして1975年に独立。フランス領ギアナはフランスの海外県となって南アメリカ大陸上に残る唯一の植民地となっている。
- キューバは1959年にキューバ革命が起こりアメリカの傀儡政権が打倒された。冷戦の影響を受け、1962年にはキューバ危機が起こった。アメリカは依然としてグアンタナモに基地を維持している。
- 1989年、事実上の支配者であったマヌエル・ノリエガ将軍を麻薬密売容疑で逮捕することを名目としてアメリカがパナマに侵攻した。1977年に締結された条約に基づき、パナマ運河が1999年12月31日にパナマに返還された。

### 旧宗主国との関係
- アメリカ合衆国を除くイギリス植民地だった多くの国はイギリス国王を元首とする英連邦王国あるいはイギリス連邦に加盟している。
- その他にイベロアメリカ首脳会議、ポルトガル語諸国共同体、フランコフォニー国際機関などがある。